# 埃伦·约翰逊·瑟利夫
埃伦·约翰逊·瑟利夫（英語：Ellen Johnson Sirleaf，1938年10月29日—）是一名賴比瑞亞政治人物。她是利比里亚联盟党领袖，在2005年利比里亚总统大选中当选，是首位民選非洲国家女总统。2011年10月7日，约翰逊·瑟利夫、莱伊曼·古博薇與塔瓦库·卡曼共同獲得諾貝爾和平獎，因「她們以非暴力鬥爭方式來維護女性安全以及女性能充分參與和平建设的權利」。

## 生平

### 家庭背景
她具有1/2的来自父亲的戈拉人（利比里亚的一个种族）血统，和来自母方的德国和克鲁人（利比里亚的一个种族）的血统（外祖父是德国人，外祖母是克鲁人）。
她父亲Jahmale Carney Johnson生于贫穷的农村。后来搬到蒙罗维亚，由于他对利比里亚第一位本国总统希拉里·约翰逊（Hilary R. W. Johnson）非常忠诚，所以姓氏更换成“约翰逊”并被别的家庭抚养长大，后来他成为第一个本国出生的国会议员。
她母亲生于利比里亚格林维尔地区的穷人家庭。当利比里亚在第一次世界大战中对德国宣战后她外祖父就逃离了该国，后来她外祖母Juah Sarwee把她母亲送到了蒙罗维亚，同样被别人收养长大。

### 教育经历
她生于蒙罗维亚。1948到1955年在首都的西非学院（College of West Africa）学习经济和会计学。17岁时与詹姆斯·瑟利夫结婚，1961年她随丈夫一起旅行到美国并在位于威斯康辛州麦迪逊的威斯康辛大學麥迪遜分校继续深造会计学，后来获得科羅拉多大學博爾德分校经济学学位。1969到1971年她在约翰·F·肯尼迪政府学院学习经济与公共政策学，并获得公共行政碩士。之后回国在威廉·理查德·托尔伯特政府中工作。

## 事业

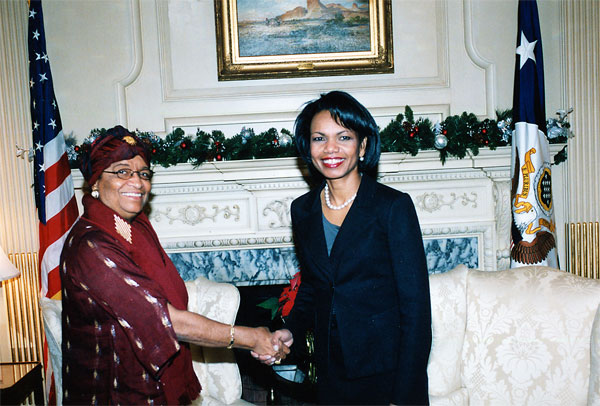
2005年12月15日，她与美国国务卿康多莉扎·赖斯会谈

1972到1973年她担任助理财政部长。在对开支产生意见分歧后她辞了职。1979年到1980年4月政变发生前，她担任总统威廉·理查德·托爾伯特（William R. Tolbert, Jr.）内阁中的财政部长。之后她离开利比里亚从事金融工作。在1997年的总统选举中，她以9.58%的得票率位居第二，远比第一的查尔斯·泰勒的75.33%落后很多。2005年，她再次竞选总统，以59.4%得票率战胜40.6%的乔治·维阿，成功当选，2006年1月16日就任。她是第一个也是目前唯一的非洲女总统。
2010年1月，她在国会上宣布她会参加2011年的总统选举以谋求第二个任期。而反对派则注意到她的这一表态与她2005年参选时表示的若当选则只任一届的承诺矛盾。在2010年10月31日的联盟党代表大会上，她被推举为该党的总统候选人。同一天，她也提名现任副总统约瑟夫·博阿凯继续作为她的搭档一起参选。
2011年总统大选第一轮投票于10月11日举行，71.8%选举人参与了投票，她获得43.9%的得票率，来自民主变革会议(Congress for Democratic Change)的候选人温斯顿·杜伯曼获得32.7%位列第二。由于二人没有获得绝对多数，因此同年11月8日举行了第二轮投票。Tubman宣称瑟利夫的支持者垄断了第一轮投票，因此他呼吁他的支持者抵制第二轮投票，导致只有38%人参与投票。最终选举委员会于11月15日公布瑟利夫赢得90.7%的选票（她得到607,618张选票，杜伯曼获得62,207张）成功连任总统。
2018年1月14日，團結黨宣佈已開除瑟利夫的黨籍，理由是她在2017年總統選舉支持團結黨候選人约瑟夫·博阿凯的對手乔治·维阿。

## 家庭
1956年她与James Sirleaf结婚，后来两人离婚。她有四个儿子和八个孙子女。她最大的侄子Emmanuel Sumana Elsar Sr在她2005年总统选举中担任政治顾问。2021 年 12 月，艾伦·瑟利夫 (Ellen Sirleaf) 的儿子之一詹姆斯·瑟利夫 (James Sirleaf) 在他位于利比里亚的住所中因不明原因去世。

## 流行文化
- 金德永、孫世演《一生一定要認識的女性領袖50人》第7章，台灣：漢湘文化，2015年2月

## 荣誉

### 利比里亚勋章奖章
- 非洲救赎大指挥官勋章

### 外国勋章奖章
- 莫诺指挥官勋章（英语：Order of Mono）（多哥，1996年）
- 總統自由勳章（美国，2007年[13]）
- 芬兰白玫瑰大十字勋章附颈饰（芬兰，2009年[14]）

### 奖项
- 1988 羅斯福研究所的「言论自由奖」[15]
- 拉尔夫·本奇国际领袖奖
- 2006 求同組織的求同獎（Common Ground Award, Search for Common Ground）[16]
- 2006 飢饉計劃的可持續終止飢饉非洲領袖獎得主[17]
- 2006 特聘研究員，埃默里大學的克勞斯·M.哈勒全球研究所[18]
- 2006 獲Synergos頒發戴維洛克菲勒橋樑領袖獎[19]
- 2009 獲EITI頒發獎項，讚揚其國家實行EITI方面步伐迅速[20]
- 2010 非洲編輯聯盟之非洲傳媒之友獎[21]
- 2011 非洲性別獎（African Gender Award）[22]
- 2011年10月7日，获得诺贝尔和平奖
- 2012 英迪拉·甘地和平奖

### 荣誉学位
- 2006 荣誉法学博士 - 马凯特大学 [23]
- 2008 荣誉法学博士 - 印地安那大学（Indiana University Bloomington）[24]
- 2008 荣誉法学博士 - 布朗大学[25]
- 2009 荣誉法学博士 - 坦帕大学（University of Tampa）[26]
- 2010 荣誉法学博士 - 耶鲁大学[27]
- 2010 荣誉法学博士 - 罗格斯大学[28]
- 2011 荣誉法学博士 - 哈佛大学[29]